# Edwin Prochaska
Edwin Prochaska (* 27. Oktober 1950 in St. Pölten) ist ein österreichischer Kabarettist, Journalist und Musikmanager.

## Wirken
Edwin "Didi" Prochaska, ehemaliger Hobby-Motorradrennfahrer und Fußballtormann, startete seine berufliche Karriere erst als Drogist, später als Pharmareferent. 1983 machte er sich selbständig, betreute Künstler wie Andy Baum, Drahdiwaberl, Peter Pan, Espresso u. a. als Manager. Er agierte in den 1980er und 90er Jahren als Konzertveranstalter in St. Pölten und war auch als Tourmanager bekannter Bands unterwegs. Daneben schrieb er Artikel als Motorrad- und Kulturjournalist. Bekannt sind vor allem seine ironisch-satirischen Kolumnen, die er für das "St.Pölten Konkret" und neuerdings auch für das "Penthouse" verfasst. Fallweise spielt er auch ein Kabarettprogramm ("Kopfgeschüttelt & Gerührt" – ein Kolumnenkabarett). In den letzten Jahren hatte er als Sänger der "Beat Generation Ol’Star Band" im Raum St. Pölten Erfolge. Medial beachtet in "Seitenblicke", "Willkommen Österreich", "Barbara Karlich Show" uvam wurde sein Buch "Rosarot & Himmelblau". Zudem ist er Inhaber eines Unternehmens der Werbebranche. Prochaska ist Kulturpreisträger der Stadt St. Pölten und erhielt 2014 einen Sonderaward, die "Goldene Schallplatte" für jahrzehntelanges Engagement für die Musikszene. Zuletzt organisierte als Oberkurator die Großausstellung "Von 5Uhr Tee zum Frequency".

## Kabarett-Programme
- 2005 Schräg-drüber
- 2006 TIEF & SINNIG

## Bücher
- Rosarot & Himmelblau. 2003, ISBN 3-9501568-0-1